# Франческа де Лебриха
Франческа де Лебриха была лектором XVI века в Университете Алькалы в Испании.
Франческа жила в то время, когда образованные женщины редко преподавали и читали лекции в университете. Испания была одним из немногих мест, где женщины смогли добиться успеха. Одной из причин этого была королева Изабелла, которая сама была очень хорошо образованной женщиной, поощрявшей «любовь к учёбе личным примером». Вдобавок к этому такие женщины, как Франциска, часто добивались успеха, потому что их отцы уже работали в этой области и могли помочь.
Франческа де Лебриха родилась в семье ученого Антонио де Небриха и доньи Изабель Монтесинос де Солис. Она читала лекции по риторике столь успешно, что, как говорили, лекции сопровождались аплодисментами. В дополнение к этому, некоторые источники указывают на то, что она помогала своему отцу в его исследованиях и письмах, однако ни одна из её личных работ не сохранилась.
Её имя включено в композицию «Этаж наследия» Джуди Чикаго.